# Fermín Cacho

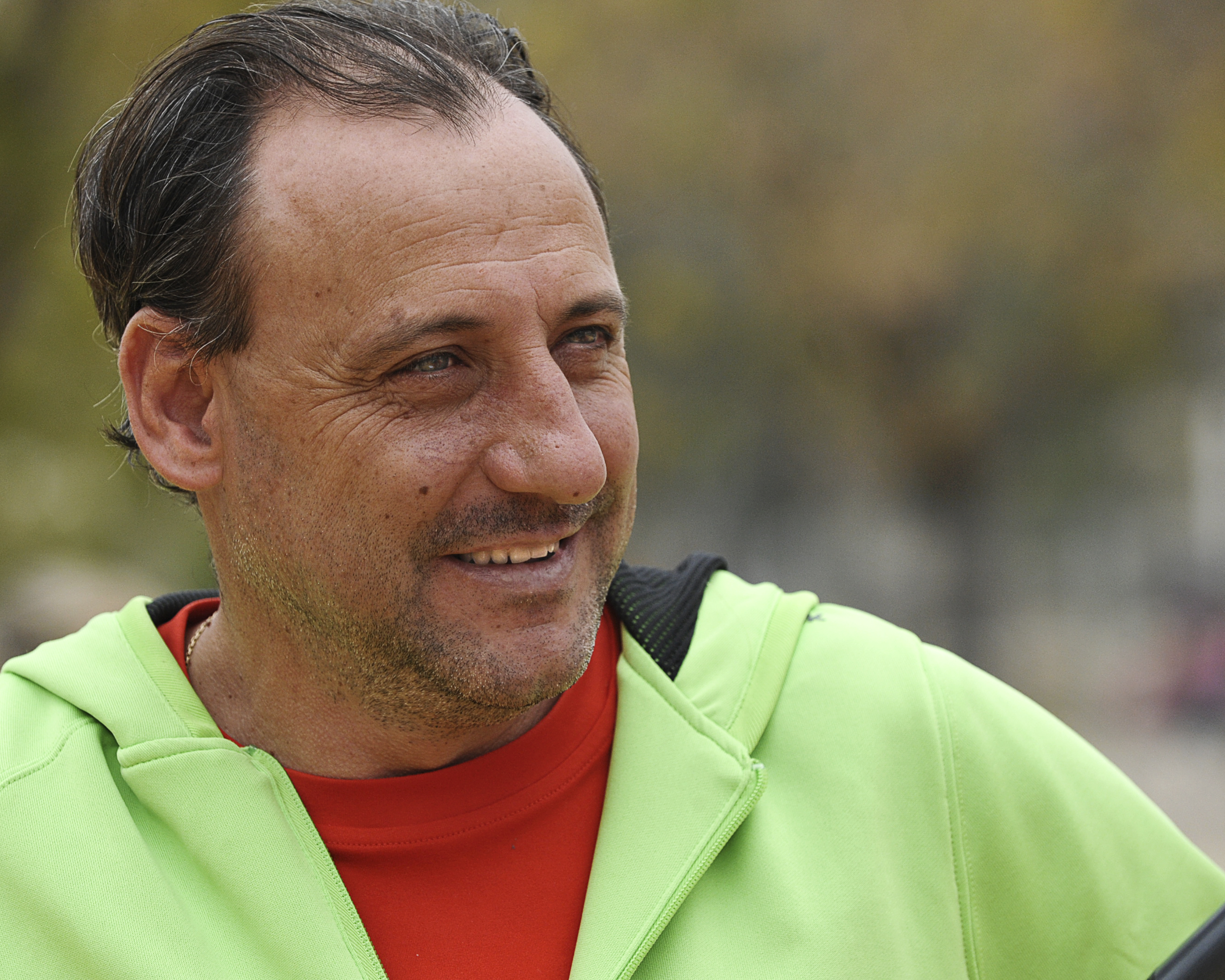
Fermín Cacho

Fermín Cacho Ruiz, född den 16 februari 1969 i Ágreda, är en spansk före detta friidrottare som främst tävlade på 1 500 meter.
Cachos genombrott kom när han 1988 blev trea på VM för juniorer på 1 500 meter. Vid Inomhus VM 1991 slutade han på andra plats efter Noureddine Morceli. Cachos främsta merit kom vid Olympiska sommarspelen 1992 på hemmaplan i Barcelona där han vann guld på 1 500 meter på tiden 3.40,12. 
Vid VM 1993 i Stuttgart räckte hans 3.35,56 till en andra plats efter Morceli. Ytterligare en framgång kom när han vid EM i Helsingfors 1994 blev europamästare på tiden 3.35,27. Däremot blev 1995 ett misslyckande där han slutade på sjätte plats vid VM inomhus och på åttonde plats vid VM utomhus i Göteborg. 
Vidare deltog Cacho vid Olympiska sommarspelen 1996 i Atlanta där det blev ett silver efter Morceli på tiden 3.36,40. Ytterligare ett silver blev det vid VM 1997 denna gång var det Hicham El Guerrouj som blev hans överman. Tiden denna gång för Cacho blev 3.36,63. På galan i Zürich 1997 noterade Cacho fantastiska 3.28,95, vilket än idag står sig som europarekord.
Cachos deltog året efter vid EM i Budapest där han slutade på tredje plats efter landsmannen Reyes Estevez och Portugals Rui Silva. Cachos sista mästerskap blev VM 1999 där han slutade på fjärde plats. 